# Neagolius montivagus
Neagolius montivagus är en skalbaggsart som beskrevs av Wilhelm Ferdinand Erichson 1848. Neagolius montivagus ingår i släktet Neagolius och familjen Aphodiidae. Inga underarter finns listade i Catalogue of Life.